# Hayıroğlu, Karatay
Hayıroğlu là một thị trấn thuộc quận Karatay, tỉnh Konya, Thổ Nhĩ Kỳ. Dân số thời điểm năm 2011 là 1.288 người.